# 渋川義陸
渋川 義陸（しぶかわ よしたか）は、戦国時代の武将。備後国小童山城主。同国御調八幡地域、沼隈郡山南地方を領した。
蓬雲軒と号した。

## 生涯
はじめ、勝山城に本拠を置いた。大永6年（1526年）、義陸は御調別宮の領内、現在の三原市小幡町美生の辺りに小童山城を築城し、以後、御調渋川氏の居城とする。
備中国の旧守護で備後の最有力国人であった宮氏より正室を招く。宮氏一門は、幕府にも奉公衆として出仕していた足利氏と縁の深い一族である。
さらに勢力の安泰を図るため、安芸・備後二ヶ国に所領を有する幕府奉公衆にして有力国人・小早川氏と親交し、永正4年（1507年）以前に小早川扶平に御調の所領の一部を譲与している（「小早川家文書」91号）。その後、尼子氏の侵攻を受けた際には小早川氏から援軍を受けている。
子・義正には安芸の国人・毛利弘元から正室を招いた。
渋川氏は代々、諸国に分散して所領を有しており、京都大光明寺の領地も知行していたが、所領管理が行き届かず苦心したことが知られている。

## 出自
渋川氏は足利氏の一門であるばかりでなく、室町幕府2代将軍・足利義詮の正室である渋川幸子の生家でもあり、吉良氏や斯波氏同様、足利氏一門の中でも将軍家の家族として遇された名門である。義陸の系譜の渋川氏は渋川満直の代に御調殿と称されたため子孫も渋川と平行して御調も号したために御調姓をもって称されることもある。備後国御調郡に494石4斗6升7合を領有した他、義陸の嫡男・義正が安芸国高田と備後国三谷で合わせて37石6斗を領したという。
なお、義陸の出自に関しては長く、九州探題の渋川尹繁の子とされてきた。ところが、御調の渋川氏の通字は京都の御一家渋川氏の「義」であること、右衛門佐も同じく同系統の名乗りであることから、京都の御一家渋川氏の一族が備後にも影響力があった同族の九州探題渋川氏の子孫を称した可能性が高いと考えられるようになっている。